# 原亨吉
原 亨吉（はら こうきち、1918年6月21日 - 2012年3月20日）は、日本の数学史家、フランス文学者、翻訳家。大阪大学名誉教授。
フランス科学思想史、近世ヨーロッパ数学史を専攻し、ルネ・デカルト、ケプラー、ホイヘンス、ロベルヴァル、ライプニッツを軸に研究論文・翻訳を行い、フランス語教育にも長くたずさわった。若き日はスタンダール、アラン、ヴァレリーらの翻訳も行った。

## 略歴
京都市出身。姫路市に育つ。第一高等学校理科乙類を経て、1938年京都帝国大学哲学科入学、1940年退学し1942年東京帝国大学仏文科卒業。1942年入営し少尉で敗戦、1945年8月20日中尉（いわゆるポツダム中尉）で除隊、1947年同志社女子専門学校教授、1949年関東学院大学経済学部助教授。
1955年大阪大学文学部助教授、1963年パリ大学に留学し1965年博士号を取得し帰国、1970年教授、1974年評議員、フランス政府よりパルム・アカデミーク勲章を授与、1982年定年退官し名誉教授、天理大学教授。
1982年に「パスカルの数学的業績（“L'ŒUVRE MATHEMATIQUE DE PASCAL”）」で日本学士院恩賜賞を受賞、1989年勲二等瑞宝章受章。

## 著作
- 『近世の数学 無限概念をめぐって』（三浦伸夫解説、ちくま学芸文庫） 2013

### 共著
- 『数学史』（伊東俊太郎, 村田全共著、筑摩書房、数学講座） 1975

## 論文
- L'ŒUVRE MATHEMATIQUE DE PASCAL（大阪大学文学部紀要） 1981、ほか多数

## 翻訳
- 『恋愛論』（スタンダール、宇佐見英治共訳、角川文庫） 1951 のち改版
- 『海辺の対話 悟性の探求』（アラン、角川文庫） 1953
- 『若きパルク』（ヴアレリイ、矢内原伊作共訳、角川書店） 1954
- 『思想と年齢』（アラン、角川文庫） 1955 のち改版
- 『想像力』（ジャンヌ・ベルニ、白水社、文庫クセジュ） 1957
- 『人間論』（アラン、白水社） 1960、のち改訳『アラン著作集4』） 1980、新装版 1996・2007ほか
- 『ホイヘンス : 光についての論考 他』（ホイヘンス、共編訳、朝日出版社、科学の名著 第Ⅱ期10巻） 1989
- 『数学論・数学』（ライプニッツ、監修・翻訳・訳注・解説、工作舎、ライプニッツ著作集2） 1997
- 『数学・自然学』（ライプニッツ、監修・翻訳・訳注・解説、工作舎、ライプニッツ著作集3） 1999
- 『幾何学』（ルネ・デカルト、ちくま学芸文庫） 2013.10
- 『数学論文集』（パスカル、ちくま学芸文庫） 2014.4